# You Make It So Hard (to Say No)
«You Make It So Hard (to Say No)» es una canción interpretada por el músico estadounidense Boz Scaggs. Fue publicada el 8 de marzo de 1974 como el sencillo principal de su sexto álbum de estudio, Slow Dancer.

## Recepción de la crítica
Un escritor no especificado de la revista Cash Box escribió: “Boz ofrece esta gran melodía pop con un buen gancho que seguramente ocupará un lugar destacado en las listas”. Un escritor no especificado de Record World comentó: “No hay manera de decir nada más que ‘sí’ a este talento tan elogiado”. Un escritor no especificado de Billboard escribió: “Posiblemente el sencillo más comercial hasta ahora de este excelente roquero de San Francisco. Boz aprovecha al máximo un arreglo de big band en esta conmovedora melodía [que] hace un buen uso de los coros femeninos”.

### Clasificaciones
En diciembre de 1974, Jack Breschard de Cash Box clasificó a «You Make It So Hard (to Say No)» en el puesto #7 en su lista de sus 10 sencillos favoritos de 1974.

## Lista de canciones
Todas las canciones escritas y compuestas por Boz Scaggs.
1. «You Make It So Hard (to Say No)» – 3:31
2. «There Is Someone Else» – 4:38

## Posicionamiento
| Gráfica (1974)                              | Pico de posición |
| ------------------------------------------- | ---------------- |
| Estados Unidos (Cash Box Looking Ahead)     | 104              |
| Estados Unidos (Record World Singles Chart) | 110              |